# Dicranomyia subsordida
Dicranomyia subsordida är en tvåvingeart som beskrevs av Edwards 1928. Dicranomyia subsordida ingår i släktet Dicranomyia och familjen småharkrankar. Inga underarter finns listade i Catalogue of Life.